# ゴビラプトル
ゴビラプトル(学名 Gobiraptor 「ゴビの泥棒」の意味)は、モンゴルのネメグト層から発見され、後期白亜紀マーストリヒチアン期に生息していたオヴィラプトル科の恐竜の属。ゴビラプトル本属はこの「ゴビラプトル ミヌツス」の一種のみ知られている。また、生息地域が同じだった他のオヴィラプトル類とは近縁の種ではなかったと考えられている。

## 概要
小型のオヴィラプトル科の恐竜。顎、骨盤、尾骨などの部分的な化石が発見されている。ゴビラプトルは主に乾燥した地域に生息していたと考えられている。足は反中足骨ではなく、特殊な走法をしていなかった為、ゴビラプトルが肉食性恐竜である可能性は低いと考えられている。下顎は、白亜紀当時生息していたの二枚貝や、種子などの食物を粉砕することに特化していた。